# 圣苏珊 (杜省)
圣苏珊（法語：Sainte-Suzanne，法語發音：[sɛ̃t syzan]）是法国杜省的一个市镇，属于蒙贝利亚尔区。

## 地理
圣苏珊（47°30'22"N, 6°46'21"E）面积1.59 平方千米，位于法国勃艮第-弗朗什-孔泰大區杜省，该省份为法国东部内陆省份，北起上索恩省，西接汝拉省，东部及东南部与瑞士接壤，东北部与贝尔福地区省接壤。
与圣苏珊接壤的市镇（或旧市镇、城区）包括：阿隆当、巴尔、库尔塞勒-莱蒙贝利亚尔、丹村、蒙贝利亚尔。

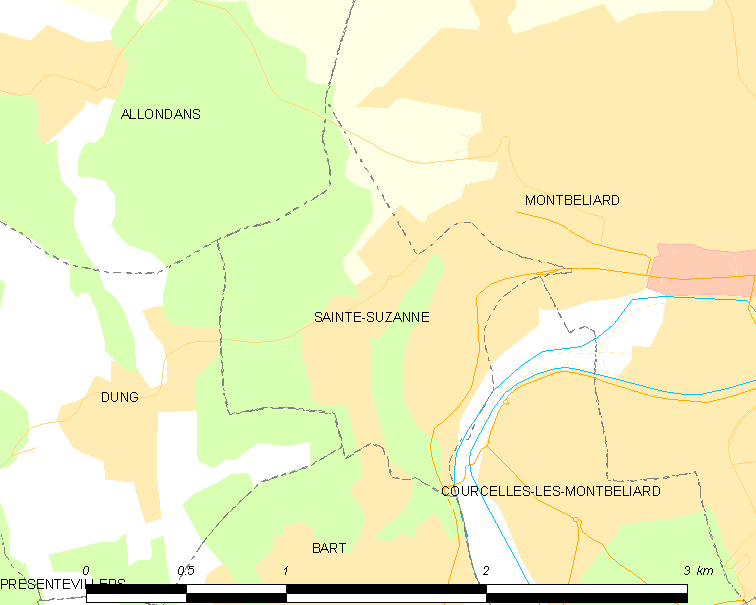
的OSM定位图

圣苏珊的时区为UTC+01:00、UTC+02:00（夏令时）。

## 行政
圣苏珊的邮政编码为25630，INSEE市镇编码为25526。

## 政治
圣苏珊所属的省级选区为蒙贝利亚尔县。

## 人口

1962-2008年间人口变化图示

圣苏珊于2022年1月1日时的人口数量为1461人。